# Għaxaq
Għaxaq (officiële naam Ħal Għaxaq; ook wel Casal Axiaq genoemd, uitspraak: Asjah') is een plaats en gemeente in het zuiden van Malta met een inwoneraantal van 4.388 (november 2005). De plaats ligt 6,4 kilometer van de hoofdstad Valletta.
De plaatsnaam is hoogstwaarschijnlijk afkomstig van de vroeger in de regio woonachtige familie „Axiaq“. Għaxaq heeft haar dorpse karakter altijd weten te behouden; de inwoners houden zich vooral bezig met landbouw en veeteelt. Tot aan 26 april 1626 behoorde de plaats nog toe aan Żejtun. In 1767 daalde het inwoneraantal plotseling van ruim 1.000 naar zo'n 350. Dit werd veroorzaakt door ziektes en door regelmatige Turkse overvallen aan de Maltese kust.
De kerk van Għaxaq is op 2 mei 1784 gewijd aan de Maria-Tenhemelopneming. De jaarlijkse festa ter ere hiervan wordt gevierd op 15 augustus. Een tweede dorpsfeest wordt gehouden op de eerste zondag van juni te ere van Jozef van Nazareth.